# شاخص جریان پول
شاخص جریان پول (MFI) یک اسیلاتور بوده و محدوده اعداد آن بین ۰ تا ۱۰۰ است. از این اندیکاتور برای نشان دادن جریان پول (تقریبی از ارزش دلاری معاملات روز) برای چندین روز استفاده می‌شود.

## مراحل محاسبه شاخص جریان پول در طول N روز

### مرحله ۱: قیمت معمولی را محاسبه کنید
قیمت معمول برای هر روز متوسط بالاترین قیمت، پایین‌ترین قیمت و قیمت پایانی است.
{\displaystyle typical\ price={high+low+close \over 3}}

### مرحله ۲: جریان مثبت و منفی پول را محاسبه کنید
جریان پول برای یک روز خاص، قیمت معمولی ضرب در حجم معاملات آن روز است.
{\displaystyle money\ flow=typical\ price\times volume}
جریان پول به جریان مثبت و منفی پول تقسیم می‌شود.
- جریان پول مثبت مجموع مقدار عددی جریان پول تمام روزهایی که قیمت معمول در آن‌ها، بالاتر از قیمت معمول روز قبل بوده‌است.
- جریان پول منفی مجموع مقدار عددی جریان پول تمام روزهایی کهه معمول در آن‌ها، پایین‌تر از قیمت معمول روز قبل بوده‌است.
- اگر قیمت معمولی بدون تغییر باشد، آن روز کنار گذاشته می‌شود.

### مرحله ۳: نسبت پول را محاسبه کنید
نسبت پول، نسبت جریان پول مثبت به جریان پول منفی است.
{\displaystyle money\ ratio={positive\ money\ flow \over negative\ money\ flow}}

### مرحله ۴: شاخص جریان پول را محاسبه کنید
{\displaystyle MFI=100-{100 \over 1+money\ ratio}}
شاخص جریان پول را می‌توان به صورت زیر به صورت زیر بیان کرد.
{\displaystyle MFI=100\times {positive\ money\ flow \over positive\ moneyflow+negative\ money\ flow}}
این شکل به وضوح نشان می‌دهد که MFI درصدی از جریان پول مثبت به کل جریان پول است.

## کاربردها
MFI برای اندازه‌گیری «اشتیاق» بازار استفاده می‌شود. به عبارت دیگر، شاخص جریان پول نشان می‌دهد که یک سهام چقدر معامله شده‌است.
اگر عدد این شاخص بالاتر از ۸۰ برود، نشان‌دهنده محدوده اشباع خرید و در صورت رسیدن به زیر ۲۰، نشان‌دهنده محدوده اشباع فروش است. واگرایی بین MFI و نمودار قیمت نیز قابل توجه تلقی می‌شود، به عنوان مثال اگر قیمت صعودی شود؛ اما بالاترین نرخ MFI کمتر از بالاترین قیمت قبلی خود باشد، این ممکن است نشان دهنده روند صعودیضعیفی باشد که احتمالاً معکوس شود.
MFI به روشی مشابه با شاخص مقاومت نسبی (RSI) ساخته شده‌است. هر دو روزهای صعودی را نسبت به کل روزهای صعودیو نزولی در نظر می‌گیرند، اما مقیاس، یعنی آنچه در آن روزها جمع می‌شود، حجم (یا تقریبی حجم دلار) برای MFI است، در مقابل مقادیر تغییر قیمت برای RSI.
مارک و چادکووا (2020) تنظیمات مختلف پارامترهای MFI مطالعه کردند. این آزمایش در زمان و شرکت‌ها (به عنوان مثال، اپل، اکسون موبایل، IBM، مایکروسافت) تصادفی انجام شد و نشان داد که MFI می‌تواند یک استراتژی ساده خرید و نگهداری را شکست دهد؛ بنابراین، می‌تواند برای تجارت مفید باشد. آنها نشان دادند که تنظیمات MFI که معمولاً توصیه می‌شوند هیچ مزیتی برای معامله ندارند و لازم است تنظیمات برای هر یک از سهام بهینه شود.

## اندیکاتورهای مشابه
شاخص‌های دیگر قیمت و حجم:
- OBV
- روند قیمتی و حجمی
- شاخص توزیع